# Zona ospedaliera di Potenza
La zona ospedaliera di Potenza è una zona che ricade nel Comitato VIII del quartiere Macchia Romana, a nord della città. Il nome è dovuto alla presenza del polo ospedaliero più importante della regione.

## Servizi sanitari
La zona ospedaliera è caratterizzata dalla presenza di vari servizi sanitari, quali l'Azienda ospedaliera Ospedale San Carlo, i presidi del 118, l'Istituto ospedaliero centro di riabilitazione  Opera "Don Pasquale Uva" e alcuni centri dell'Azienda sanitaria locale.

### Ospedale San Carlo
L'Azienda ospedaliera "Ospedale San Carlo" di Potenza è il centro medico di riferimento per l'intera regione Basilicata e zone limitrofe ad essa.
Si tratta di un'importante struttura, una delle più grandi d'Italia, che ospita numerose  unità operative come cardiochirurgia, litotrissia, medicina trasfusionale.

### 118
Il servizio 118 è stato avviato, nella regione Basilicata, il giorno 3 maggio 2004, in maniera sperimentale, e in dotazione ridotta rispetto alle previsioni della legge regionale 21/99. 
Da quella data si è avuta un'implementazione progressiva di risorse (mezzi e personale), senza però raggiungere ad oggi il regime previsto.
L'organizzazione territoriale di Basilicata Soccorso prevede:
- 1 centrale operativa unica regionale ubicata a Potenza
- 57 postazioni territoriali di soccorso mobili e 7 postazioni fisse, così strutturati:
  - 36 mezzi di soccorso di I livello (ambulanze di primo soccorso con autista soccorritore ed I.P.)
  - 15 mezzi di soccorso di II livello (automediche con medico e infermiere-autista)
  - 7 mezzi di soccorso di III livello (postazioni fisse di primo soccorso in sede di ospedali distrettuali non accreditati al trattamento dei pazienti acuti)
  - 6 mezzi di soccorso di IV livello (autoambulanze tipo A1 con autista soccorritore, I.P. e medico dell'emergenza sanitaria)
- 2 basi di elisoccorso, ubicate a Potenza e Matera)

### Opera "Don Pasquale Uva"
Questo istituto nasce a Potenza nel 1954, e conta 514 posti letto suddivisi tra:
- unità Alzheimer
- centri di riabilitazione intensiva e estensiva
- centro diurno polivalete
- residenze sanitarie
- centro socio sanitario di riabilitazione.

Ospita inoltre gli uffici della ASL.

## Ospedali non più esistenti

### Istituto ortofrenico
Nel quartiere, nei pressi dell'attuale Ospedale San Carlo, era attivo anche l'ex istituto ortofrenico di Potenza, facente parte del complesso privato denominato Casa della Divina Provvidenza. Oggi l'edificio dell'ospedale, notevole esempio di architettura brutalista firmato da Marcello D'Olivo, è in disuso.